# Алясов, Николай Иванович
Николай Иванович Алясов (1886—1919) — эсер, террорист, гласный Мелитопольской городской думы, делегат Всероссийского Учредительного собрания.

## Биография
Родился в 1886 году в семье сектантов Нижегородской губернии — сын каторжника. 
Окончив Московский коммерческий институт, Николай работал в земстве в качестве учителя, юриста и медика.
Алясов стал эсером-боевиком в родной губернии, где организовывал «крестьянские братств». В результате в 1906 году он оказался под надзором «охранки». Николай Алясов являлся техником лаборатории по изготовлению бомб для Боевой организации при ЦК ПСР. В 1907 году он был приговорен к заключению в крепости на 1 год, а в 1908 году вторично осужден на 1 год и 4 месяца. По решению суда он был сослан, но бежал за границу.
В 1917 году Алясов стал членом Мелитопольского исполкома и продовольственного комитета (продкомитета), а также гласным городской думы и членом Таврического губернского исполкома. Кроме того он был избран делегатом Всероссийского Учредительного собрания по Таврическому округу (список № 5) от Симферополя, благодаря чему 5 января 1918 года он стал участником заседания и фактического разгона Собрания караулом по началом А. П. Железнякова.
В мае 1918 года привёл Фанни Каплан на заседание VIII Совета партии социалистов-революционеров. Именно на этом Совете Каплан через эсера Алясова познакомилась с бывшим депутатом  Учредительного собрания В. К. Вольским. Позднее, 8 июня 1918 года Вольский станет председателем Комуча.
Во время немецкой оккупации Крыма (с апреля 1918 года) Николай Алясов создал партизанский отряд. 
Был расстрелян деникинцами в 1919 году.